# Pirofila

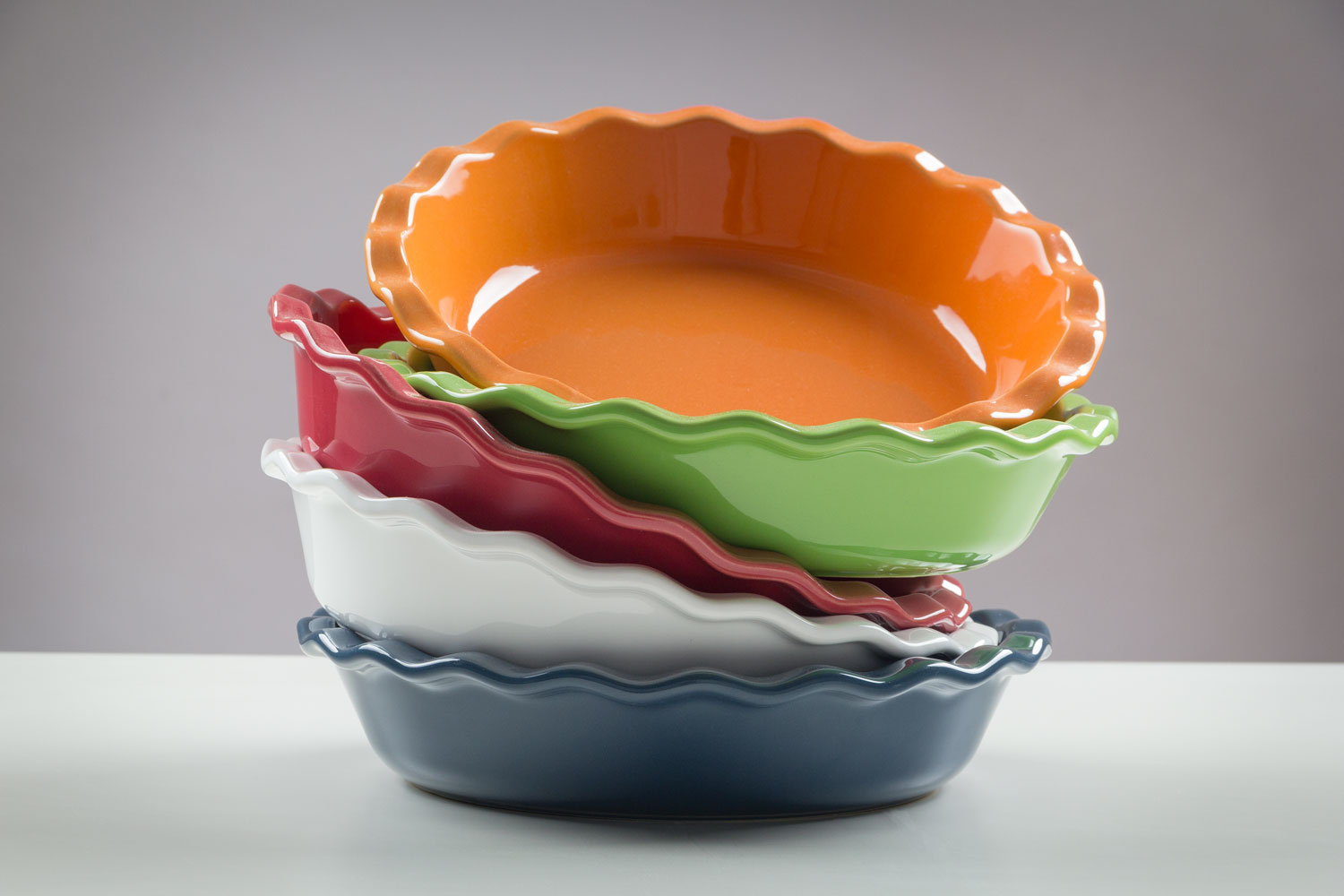
Pirofile in ceramica smaltata

La pirofila (letteralmente: "amante del fuoco") è un contenitore usato per cuocere alimenti in forno. 

## Descrizione
I materiali usati per produrla sono tradizionalmente la terracotta smaltata, il gres e la porcellana da forno, di grosso spessore; si tratta di materiali che hanno la caratteristica di avere una discreta resistenza alle alte temperature e agli sbalzi termici, di scaldarsi lentamente e di mantenere la temperatura a lungo anche quando vengono tolti dalla fonte di calore; più recente l'uso di vetro pyrex. 
La forma è rotonda, ovale o rettangolare con angoli smussati; le pareti sono medio-alte, con o senza manici e non è previsto coperchio. Considerando i materiali con cui è fatta, la teglia risulta adatta a cibi che richiedono lunghi tempi di cottura senza sbalzi di temperatura e quando è necessaria la gratinatura.
Le piccole pirofile monodose si chiamano pirottini.